# 노스럽 그러먼 B-2 스피릿
B-2 스피릿(영어: Northrop Grumman B-2 Spirit)은 미국의 다목적 스텔스 폭격기이다. 스피릿은 1997년 도입되었으며, 현재 20기가 운용 중이다. 대당 가격이 세계에서 가장 비싼 항공기이며, 현재는 생산이 중단되었다.
B-2는 뛰어난 스텔스 성능으로 적의 방공망을 침투할 수 있도록 설계되었으며, 재래식 무기와 핵무기 모두 운용이 가능하다. 적의 전략적 목표를 타격하는 데 뛰어난 성능을 발휘하며, 긴 항속거리와 대량의 폭장량을 가지면서도 스텔스 성능을 유지할 수 있는 유일한 폭격기이다.

## 개발
1970년대 말 미국 국방부는 소련으로 대표되는 적의 방공망이 보다 발전하여 기존의 스텔스성이 없는 폭격기를 위협할 가능성을 고려하기 시작했다. 따라서 긴 항속거리와 많은 폭장량, 그리고 적의 방공망을 침투하고 안전하게 귀환할 수 있는 새로운 폭격기에 대한 연구를 시작했다. 이 연구는 DARPA에서 개발했던 실험기 해브 블루와 태싯 블루의 기술을 기반으로 새로운 폭격기를 구상하였다. 그리고 1980년 ATB(Advanced Technology Bomber, 선진기술폭격기) 사업이 공식적으로 업체들에게 제시되었고, 노스럽, 보잉 팀과 록히드, 레이시온 팀이 경쟁을 벌였다. 노스럽은 기존에 YB-35, YB-49와 같은 전익기를 개발하였던 경험이 있었고, 결국 1981년 노스럽, 보잉 팀이 최종 선정되었다. 그와 함께 노스럽의 설계안에는 B-2 스피릿이라는 정식 명칭이 붙여졌다.
1980년대 중반 B-2의 개발 방향이 바뀌었다. 기존에는 고고도 비행만을 고려하여 설계하였으나, 새로운 설계에서는 저고도에서 지형을따라 비행할 수 있는 능력이 추가되었다. 이 설계 변경으로 인해 B-2의 초도 비행이 2년 늦춰졌고, 개발 비용이 늘어났다. 그 외에 1988년 최초로 공개되기까지 B-2의 자세한 개발 과정은 기밀로 되어 거의 알려지지 않았다.
1993년 라이트 형제의 최초의 유인 비행 90주년에 맞춰 B-2의 첫 번째 기체인 스피릿 오브 미주리가 미국의 화이트맨 공군기지에 인도되었다.
만재중량 120톤 B-52는 제너럴 일렉트릭 F118-GE-100 F118 엔진 8개를 장착하고도 속도가 느리다. 대신 가격이 천억원으로 싸다. B-52를 대체하기 위해 만든 B-1 랜서 폭격기는 만재중량 148톤에 F-22급 엔진 4개를 장착하고 초음속의 속도를 낸다. 대신 가격이 5천억원으로 비싸다. B-2 스피릿 폭격기는 만재중량 152톤에 F-16급 엔진 4개를 장착하고 스텔스 성능을 가진 대신 속도는 느리다. 가격은 2조원이다.

## 보유국
- 미국 - 20대

## 성능

### 개요
B-2는 적의 방공망에 침투해서 중요한 전략적 목표를 폭격할 수 있도록 설계되었다. 이를 위해 B-2는 긴 항속거리와 많은 폭장량, 그리고 뛰어난 스텔스 성능을 유지하도록 설계되었고, 독특한 전익기 설계가 적용되었다. 이로 인해 B-2는 최고의 스텔스 성능을 자랑하면서 동시에 공기저항을 최소화는 것이 가능했고, 이륙시 보다 많은 무기를 탑재할 수 있어 항속거리와 폭장량을 줄이지 않을 수 있었다.

### 무장
B-2는 약 18t(40,000 lb) 이상의 폭장량을 가지고 있다. 2개의 내부무장창을 가지고 있어 스텔스 성능에 영향을 주지 않으면서 많은 양의 무장을 적재할 수 있으며 내부무장창에는 회전식 발사대(Rotary launcher assembly)와 폭탄 적재대(Bomb rack assembly)를 사용할 수 있다. 기존의 회전식 발사대에는 2000lb급 폭탄 총 16발을 장착할 수 있으며 여기에는 Mk-84 및 Mk-84 기반 JDAM, JSOW 등이 포함된다. 또는 8발의 5000lb급 폭탄을 장착할 수 있으며, 여기에는 GBU-37 등이 포함된다. 또한 16발의 B61, B83과 같은 핵무기 역시 장착 가능하다. 폭탄 적재대는 현재 개량되어 스마트 폭탄 적재대(Smart bomb rack assembly)라고도 하며, 최대 80발의 500lb급 Mk-82와 기반 JDAM, 36발의 1000lb급 CBU-87, CBU-89, CBU-97이 장착 가능하다.
또한 AGM-129 ACM과 16발의 JASSM, 2발의 MOP 등 다양한 무장을 적재하여 운용할 수 있다.

### 스텔스
B-2는 적 방공망 깊숙히 침투하여 핵심 시설을 공격하기 위해 적극적으로 스텔스 기술을 적용하여 피탐지성을 감소시켰다. 레이다 뿐만 아니라 적외선, 음향, 전자기적 및 시각적인 탐지 등에 대응한 설계를 통해 전체적으로 피탐지성이 감소되었다. B-2의 RCS는 자료마다 다르지만 대략 0.0001~0.1m 정도로 추정되며, 이러한 작은 RCS를 달성하기 위해 각진 부분을 최소화하는 곡면 중심의 설계와 수직꼬리날개의 제거, 엔진 공기흡입구와 노즐의 위치를 동체 상부로 하고 날개 후미 및 랜딩기어 수납 공간과 무장창 문을 톱니모양으로 하여 전파를 흡수하도록 하는 등의 셜계를 하였고, 또한 레이다 흡수 도료를 대폭적으로 사용하였다. 뿐만 아니라 엔진의 배기열을 이용한 적외선 탐지의 가능성을 줄이기 위한 배기냉각 시스템을 갖추었고, 비행운을 줄이기 위한 경보 시스템도 가지고 있다.

## 제원 (B-2A)

B-2 스피릿의 3면도

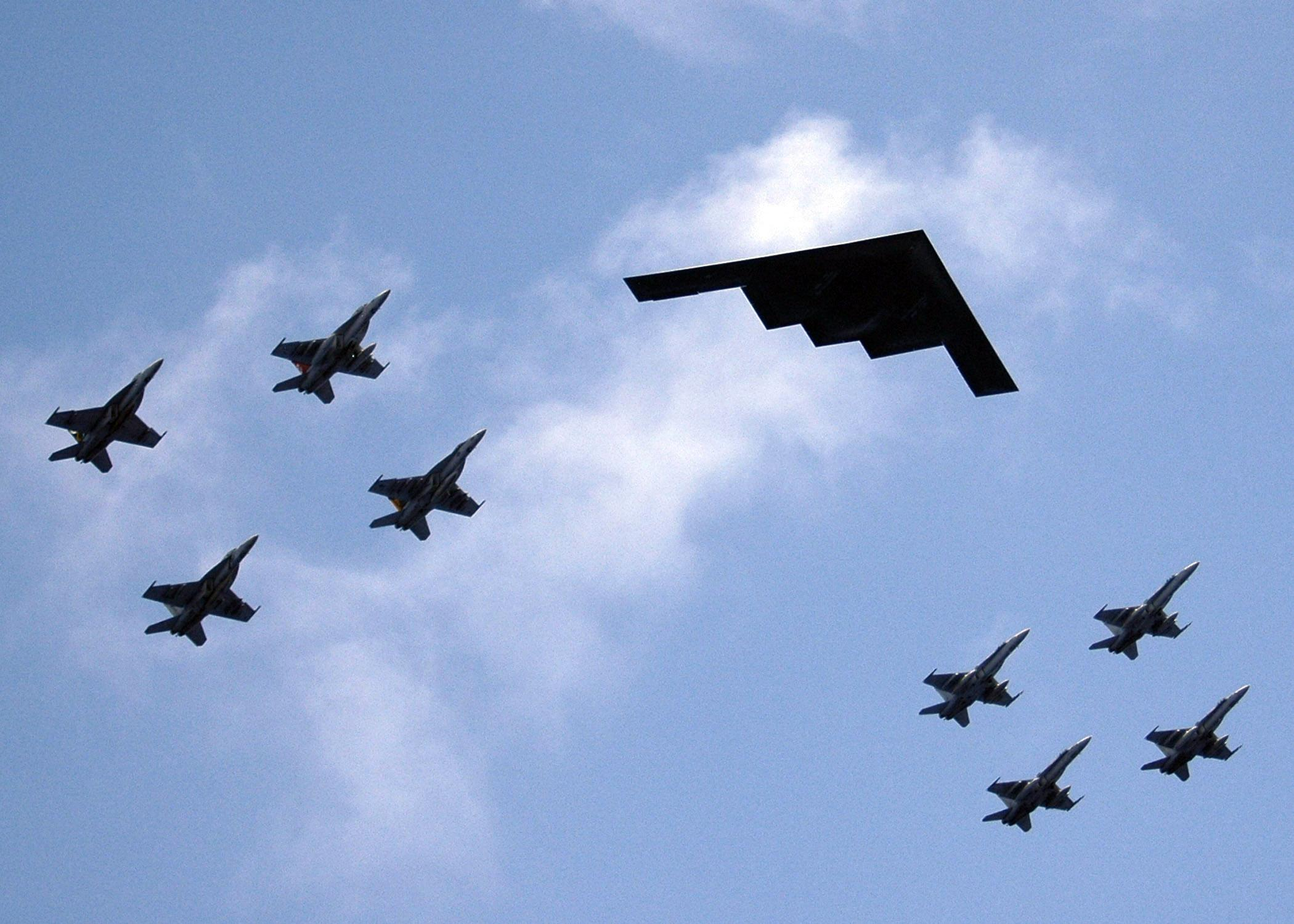
8기의 F/A-18과 편대 비행중인 B-2

출처: USAF Fact Sheet, Pace, Spick
일반 특성
- 승무원: 2명
- 길이: 21.0 m (69 ft)
- 날개폭: 52.4 m (172 ft)
- 높이: 5.18 m (17 ft)
- 날개면적: 478 m²(5,140 ft²)
- 경하중량: 71,700 kg (158,000 lb)
- 만재중량: 152,200 kg (336,500 lb)
- 최대이륙중량: 170,600 kg (376,000 lb)
- 연료탑재량: 75,750 kg (167,000 lb)
- 엔진: 제너럴 일렉트릭 F118-GE-100 터보팬 엔진 X 4기
  - 추력: 77 kN (17,300 lbf)

성능
- 최대속도: 마하 0.95 (1,010 km/h, 550 knots, 630 mph)(40,000 ft 상공 및 해수면)[11]
- 순항속도: 마하 0.85 (900 km/h, 487 knots, 560 mph)(40,000 ft 상공)[12]
- 항속거리: 11,100 km (6,000 nmi, 6,900 mi)
- 최대고도: 15,200 m (50,000 ft)
- 날개 부하: 329 kg/m² (67.3 lb/ft²)
- 추중비: 0.205

무장
- 2개 내부무장창에 18톤 무장[4]
  - 80× 500 lb 급 폭탄 (Mk-82): 스마트 폭탄 장착대에 장착
  - 36× 750 lb 급 CBU: 스마트 폭탄 장착대에 장착
  - 16× 2000 lb 폭탄 (Mk-84, JDAM-84, JDAM-109): 기존 회전식 장착대에 장착
  - 16× B61 또는 B83 핵폭탄: 기존 회전식 장착대에 장착

### 레이다
- AN/APQ-181 능동주사식 위상배열 레이다

## 같이 보기
- 보잉 B-52 스트래토포트리스